# Spineto Scrivia
Spineto Scrivia (Spinegh o Spinèj in piemontese) è un comune italiano di 361 abitanti della provincia di Alessandria in Piemonte.
Secondo alcuni ricercatori, il toponimo deriverebbe dalla parola "spina" ed avrebbe a che fare con una stazione o avamposto Templare sulla via per Genova ed il mare.
L'aggiunta dello specifico Scrivia avvenne solamente nel 1928.

## Storia
La comunità di Spineto Scrivia, all'inizio, fu governata da consoli i cui numerosi atti si conservano presso l'Archivio Storico del Comune.

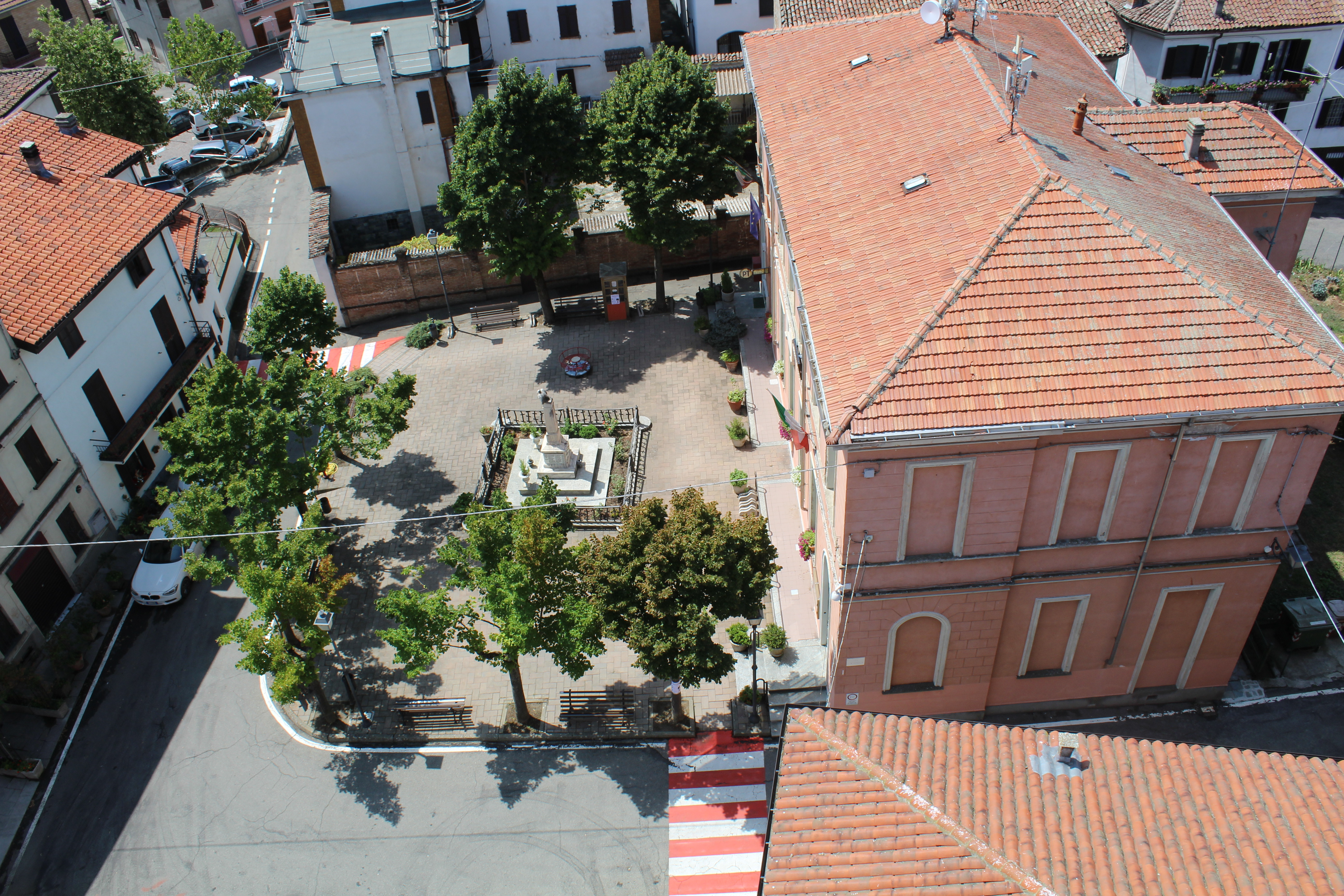
Panorama di Spineto Scrivia

La sede delle Congreghe consolari era nel "Castello" dov'erano la stanza detta "L'archivio", forse il primitivo archivio della comunità, e la sala consolare cioè due camere formanti il corpo della Casa comunale, detta Castello. Nel 28 ottobre 1869 il Comune le appaltò per la vendita. Un altro locale fu adibito a prigione.
Gli odierni locali comunali sono il resto della vecchia chiesa, più dettagliatamente il presbiterio e la canonica. All'inizio del 1900 fu costruito il nuovo edificio scolastico, in parte sul sedime del vecchio cimitero ed in parte su proprietà di don Domenico Cantù e di Assanelli Carlo.
Nel 1928, con l'aggiunta del nome specificativo "Scrivia", Spineto divenne Spineto Scrivia. Nel 1929 la vicina Paderna fu incorporata nel Comune di Spineto Scrivia ma, nel 1949, si staccò e ridivenne comune autonomo.

## Società

### Evoluzione demografica
Abitanti censiti

## Amministrazione
Di seguito è presentata una tabella relativa alle amministrazioni che si sono succedute in questo comune.
| Periodo        | Periodo        | Primo cittadino      | Partito                                             | Carica  | Note  |
| -------------- | -------------- | -------------------- | --------------------------------------------------- | ------- | ----- |
| 5 luglio 1985  | 27 maggio 1990 | Giuseppe Canegallo   | Partito Liberale Italiano                           | Sindaco | [ 5 ] |
| 27 maggio 1990 | 24 aprile 1995 | Giuseppe Canegallo   | -                                                   | Sindaco | [ 5 ] |
| 24 aprile 1995 | 14 giugno 1999 | Silvana Roveta       | centro                                              | Sindaco | [ 5 ] |
| 14 giugno 1999 | 14 giugno 2004 | Silvana Roveta       | lista civica                                        | Sindaco | [ 5 ] |
| 14 giugno 2004 | 8 giugno 2009  | Alessandro Canegallo | lista civica                                        | Sindaco | [ 5 ] |
| 8 giugno 2009  | 26 maggio 2014 | Alessandro Canegallo | lista civica                                        | Sindaco | [ 5 ] |
| 26 maggio 2014 | 26 maggio 2019 | Alessandro Canegallo | lista civica                                        | Sindaco | [ 5 ] |
| 26 maggio 2019 | 9 giugno 2024  | Giuseppe Artana      | lista civica                                        | Sindaco | [ 5 ] |
| 9 giugno 2024  | in carica      | Giuseppe Artana      | lista civica Grappolo d'uva con due spighe di grano | Sindaco | [ 5 ] |